# Grammatikalisierung
Grammatikalisierung (auch: Grammatikalisation) ist ein Prozess der sprachlichen Variation und des Sprachwandels, in dem ein sprachliches Zeichen schrittweise grammatischen Regeln unterworfen wird. Ein einfaches Zeichen wird so zum grammatischen Formativ (auch: Grammem oder Funktionswort), ein komplexes zu einer grammatischen und dann zu einer morphologischen Konstruktion. Z.B. ist haben sowohl ein lexikalisches Verb der Bedeutung „besitzen“ als auch ein Hilfsverb mit der Funktion, das Perfekt zu bilden. Letzteres tut es in einer Konstruktion, nämlich einer periphrastischen Verbform, die aus einer konjugierten Form von haben und einem Partizip Perfekt besteht, z. B. habe geschlafen. Am Ursprung dieser Bildung steht im Althochdeutschen eine syntaktische Konstruktion des Typs 'habe den Preis gewonnen' in der Bedeutung „habe den Preis, und zwar als gewonnenen“, wo haben noch seine lexikalische Bedeutung hat. Diese Konstruktion wird als ganze reanalysiert und grammatikalisiert, und dabei wird das Vollverb haben zum Hilfsverb grammatikalisiert. Der Ursprung der grammatikalisierten Konstruktion liegt in der Textbildung; der Ursprung des grammatikalisierten Formativs ist ein lexikalisches Wort. Die Bedeutung des betroffenen einfachen Zeichens wird dabei allgemeiner und formaler; sein Ausdruck wird häufig verkürzt. Da der Prozess graduell ist, kann auch ein bereits grammatisches Zeichen noch weiter grammatikalisiert werden. Der Endpunkt der Entwicklung ist sein Verschwinden.

## Beispiele für Grammatikalisierung
Grammatikalisierung findet in allen Bereichen der Grammatik statt. Ein weiteres Beispiel der Grammatikalisierung eines Vollverbs zu einem Hilfsverb ist die englische Verbalperiphrase vom Typ is going to melt „wird (gleich) schmelzen“. Sie geht auf eine syntaktische Konstruktion zurück, wie sie in is going to the market vorliegt. Die lexikalische Bedeutung des Gehens schwindet in der Periphrase, die lediglich unmittelbares Futur bedeutet. Das altenglische Verb *willan drückte noch eine Intention aus; im modernen Englischen ist will das Hilfsverb des Futurs.
Ein rekonstruiertes Beispiel für eine solche Entwicklung ist die Entstehung der deutschen Präteritalendung -te (in lach-te). Im Germanischen, einer Vorstufe des Deutschen, wurde die Präteritalform von tun mit dem Infinitiv des Vollsverbs, wie in '*salben tat', kombiniert; sodann reduzierte sich tat zur Präteritalendung -te. Diese Rekonstruktion ist allerdings nicht sicher.
Häufig werden Substantive, die Raumregionen bezeichnen, zu Verhältniswörtern (Präpositionen oder Postpositionen) grammatikalisiert. Beispiele sind engl. top „Oberseite“ und back „Rückseite“, die in den Fügungen on top of X „auf X“ und in back of X „hinter X“ komplexe Präpositionen ergeben. Demonstrativpronomina werden in zahlreichen Sprachen zu definiten Artikeln grammatikalisiert. So sind u. a. deutsch der, engl. the und franz. le entstanden. Ebenso wird in den genannten und vielen anderen Sprachen das Zahlwort 'ein(s)' zum indefiniten Artikel grammatikalisiert.

## Mechanismen der Grammatikalisierung
Auf dem Weg zur Grammatikalisierung wirken auf eine sprachliche Einheit verschiedene Mechanismen, deren Folgen nicht wieder rückgängig gemacht werden können. Man sagt, Grammatikalisierung ist unidirektional. Diese vier Mechanismen werden auch als die „vier Hauptphasen der Grammatikalisierung“ bezeichnet (Heine/Kuteva 2002, S. 2).

### Desemantisierung
Grammatikalisierung beginnt mit dem Verlust lexikalischen Inhalts der grammatikalisierten Einheit (Desemantisierung): das englische Hilfsverb to go im going-to-future hat die Bedeutung 'gehen' abgelegt. Dies ist erklärbar mit dem Konzept, dass sich Bedeutungen aus verschiedenen Semen (Bedeutungsanteile) zusammensetzen. Enthält das Verb „to go“ in der Bedeutung „gehen“ ein Sem für (Weiter-)Bewegung und ein Sem für den Bezug auf die Räumlichkeit (unter anderen), so ist letzteres unnötig oder sogar störend für den Ausdruck der grammatischen Kategorie Tempus und wird für die Futur-Bedeutung aufgegeben. Das Sem für (Weiter-)Bewegung erlaubt bei Wegfall des Räumlichkeits-Sems den Gebrauch als Baustein der Futur-Bildung.

### Extension
Durch den Verlust einer lexikalischen Eigenbedeutung fallen auch Gebrauchsbeschränkungen der grammatikalisierten Einheit weg, so dass diese in breiteren Kontexten Verwendung finden kann (Extension), oft auch zusammen mit dem Gegenteil der ursprünglichen Bedeutung.
Komm her (zu mir) und mach das > Komm und mach das > Komm, mach das > Komm, geh
frz. Il ne va pas 'Er geht keinen Schritt' > 'Er geht nicht'. Heute ist diese zweigliedrige Negationsbildung ne ... pas mit allen Verben kombinierbar.

### Dekategorialisierung
In ihrer neuen Funktion brauchen die grammatikalisierenden Einheiten manche ursprünglichen Eigenschaften nicht mehr und bauen diese ab.
- Die Einheiten verlieren ihre Fähigkeit zur Flexion, zur Derivation, oder Modifikatoren zu sich zu nehmen.
- Der Status als Freie Form und syntaktische Bewegungsfreiheit können verloren gehen. Die Einheit wird zunehmend abhängig von anderen Formen, eine Entwicklung zum Klitikon oder Affix wird möglich.
- Es kann nicht mehr anaphorisch auf die Einheit Bezug genommen werden und
- Die Einheit verliert frühere Mitglieder in ihrem „Herkunfts-Paradigma“ oder wechselt von einer offenen Klasse (Nomina) zu einer geschlossenen (grammatische Funktionswörter).

Nicht immer gehen alle diese Eigenschaften verloren, manchmal ist es durchaus sinnvoll, sie zu erhalten. Ein neu entstandenes englisches oder deutsches Auxiliar kann etwa nach wie vor flektiert werden. Oder der Prozess der Dekategorialisierung läuft noch und manche Eigenschaften sind noch erhalten.

### Erosion
Der Verlust an lexikalischem Inhalt und der häufigere Gebrauch führen oft zum Verlust an lautlicher Masse, Vereinfachung oder Betonungsschwund. Dieser Verlust wird als phonetische Erosion bezeichnet. Er kann sogar bis zum völligen Schwund der Einheit führen.

## Die Grammatikalisierungsskala
Eine Einheit, die grammatikalisiert wird, macht auf ihrem Weg verschiedene Stadien im Bereich der Grammatik einer Sprache durch. Je weiter die Einheit auf der Skala fortgeschritten ist, desto stärker ist sie grammatikalisiert.

### Syntaktisierung
Am Anfang wird eine häufig auftretende syntaktische Konstruktion umgedeutet (Reanalyse). Die Desemantisierung setzt ein und durch die Extension ändert sich die Möglichkeit der Satzumstellung und/oder der Ergänzung.
He’s going to sleep 'Er geht schlafen' oder 'Er wird schlafen'
He’s slowly going to sleep 'Er geht langsam schlafen'
He’s going to sleep deeply soon 'Er wird bald tief schlafen'
Extension: He’s going to come

### Morphologisierung
Die Morphologisierung kann in zwei Teilprozesse aufgespalten werden: die Klitisierung und die Fusion.
Während der Klitisierung wird die lautlich reduzierte Einheit aufgrund der Frequenzzunahme zum Klitikon. Anfangs besteht zwischen der klitisierten und der getrennten Form kein Bedeutungsunterschied.
Was machst du? = Was machste?
Ich steige auf das Dach = Ich steige aufs Dach
Mit der Zeit können sich jedoch unterschiedliche Bedeutungen entwickeln.
Ich gehe zu der Schule vs. Ich gehe zur Schule
Durch den Prozess der Fusion wird eine Abtrennung der grammatikalisierten Einheit (des Klitikons) unmöglich, an deren Ende ist sie ein Affix. Beispielsweise nimmt man an, dass das Suffix -te zum Ausdruck der Vergangenheit im Deutschen aus einer Verbindung eines Verbs mit dem Hilfsverb tun entstanden ist (salben-tat, salbe-tat, salb-te). Das Suffix -te kann nicht mehr abgetrennt werden.

### Demorphemisierung
Einheiten, die den Status eines Affixes erreicht haben, können lautliche Assimilationen wie zum Beispiel Umlaut hervorrufen. Die Information der grammatikalisierten Einheit wird hierbei in die Wurzel einer anderen Einheit integriert. Schwindet nun das Suffix durch Erosion, wird die Information nicht mehr durch ein einzelnes Morphem ausgedrückt, es hat eine Demorphemisierung stattgefunden (z. B. Mutter – Mütter).

### Schwund
Führt die Erosion so weit, dass die grammatikalisierte Einheit nicht mehr vorhanden ist, spricht man vom Schwund. In diesem Fall ist die Wahrscheinlichkeit hoch, dass eine neue Einheit zum Ausdruck der Information herbeigrammatikalisiert wird, und die Grammatikalisierung beginnt von Neuem.

## Grenzfälle
Da Sprache ständig im Wandel begriffen ist und Grammatikalisierung Schritt für Schritt stattfindet, gibt es viele Fälle, in denen schwer entschieden werden kann, ob ein Element nun schon „grammatisch“ oder noch „lexikalisch“ ist, da die Reanalyse im vollen Gange ist. Dies ist beim sogenannten Rezipientenpassiv im Deutschen der Fall.
Er bekommt das Auto von mir geliehen
= Ich leihe ihm das Auto oder
= Er bekommt das Auto von mir im geliehenen Zustand (leihweise)
Dass solche „in der Schwebe“ befindlichen Fälle formal nicht entscheidbar sind, stellt die Korrektheit der theoretischen Voraussetzungen des Begriffs der Grammatikalisierung infrage. Lexikalisch = produktiv-offen und grammatisch = abgeschlossen-konventionalisiert sind polare Gegensätze. Mit ihnen allein kann man nur bereits abgeschlossenen Sprachwandel erfassen.
Entscheidbar wird der obige Fall erst durch Rückgriff auf das metasprachliche Bewusstsein der Sprecher einer Sprache, die damit einschätzen können, ob eine solche Konstruktion als noch metaphorisch-lebendig oder bereits als formal-erstarrt „empfunden“ wird.

## Degrammatikalisierung
Obwohl die Grammatikalisierung ein Haupttrend moderner Sprachen ist, gibt es auch Gegenbeispiele. Von Degrammatikalisierung spricht man, wenn Funktionswörter semantisch aufgeladen und sich verselbstständigen, indem sie z. B. als Verben verwendet werden (to up the bid = das Gebot erhöhen).

## Grammatikalisierung als sprachliche Universalie
Die Grammatikalisierung von Bewegungsverben zum Ausdruck der Zukunft findet sich in vielen Sprachen der Erde, ohne dass diese miteinander verwandt wären oder jemals in Kontakt zueinander gestanden hätten. Deshalb handelt es sich womöglich um eine universale Erscheinung, die möglicherweise mit der Beschaffenheit der menschlichen Kognition zusammenhängt. Die Untersuchung universaler Entwicklungstendenzen bei der Grammatikalisierung und die Aufdeckung von typischen sogenannten Grammatikalisierungspfaden (also z. B. Bewegungsverb → Futurum), die also sprachliche Universalien sein könnten, führte zu Versuchen, allgemeine Theorien der Grammatikalisierung zu postulieren. Die Grammatikalisierungstheorie – also die systematische Beschäftigung mit dem Universaliencharakter der Grammatikalisierung – ist ein wichtiges Teilgebiet der Sprachtypologie.